# Родна кућа народног хероја Вере Мишчевић
Родна кућа народног хероја Вере Мишчевић јесте грађевина и непокретно добро као споменик културе Републике Србије. Налази се у селу Белегиш. У објекту је рођена народна хероина Вера Мишчевић. Оригинална кућа је срушена. Посед се налази у приватном власништву.